# Arfvid Ifvarsson (Natt och Dag)
Arfvid Ifvarsson (Natt och Dag), född i maj 1633, död 31 maj 1683 i Stockholm, var en ämbetsman och vice president i Svea hovrätt. Han upphöjdes till friherre av Karl X Gustav men introducerades ej.

## Biografi

### Karriär
Arfvid inskrevs i tioårsåldern vid universitetet i Uppsala och företog en del utbildningsresor i utlandet. Efter resorna blev han kammarherre hos Karl X Gustav  och deltog därefter i de danska fälttågen. Karl X Gustav ska ha utlovat Ifvarsson en landshövdingstjänst  men i stället utnämndes han till vice president i Svea hovrätt 1663, en befattning som han innehade till sin död. År 1669 var han en av fyra högadliga som ansågs kunna komma i fråga vid riksrådsutnämning 
Början av Arfvids karriär var snarlik den nästan jämnårige Johan Gyllenstierna och han anses länge ha stått denne nära. Arfvid blev medlem av den ständerkommission som tillsattes för att granska förmyndarregeringens förvaltning, möjligen på Johan Gyllenstiernas bedrivande. Arfvid har emellertid blivit känd framför allt på grund av den häftiga strid med just Johan Gyllenstierna och dennes bror Jöran Gyllenstierna som utbröt i samband med högförräderianklagelserna mot bröderna 1678. 
Vid sidan av sin ämbetskarriär bedrev Arfvid också ekonomisk verksamhet. Han hade intressen i rederibranschen och var delägare i ett glasbruk, som fick sitt privilegium 1676 och sedermera blev känt som Kungsholmens glasbruk. Arfvid finns i RA koncept till friherrebrev 1678 men det torde aldrig ha blivit expedierat, eftersom han ej kallas friherre i sin likpredikan och en av hans söner blev friherre 1720.

### Familj
Arfvid Ifvarsson var son till landshövdingen Ifvar Nilsson och Christina Posse.
Arvid Ivarsson gifte sig 9 oktober 1659 med friherrinnan Märta Kurck (1636–1698), dotter till riksrådet och presidenten friherre Jöns Kurck och friherrinnan Sofia De la Gardie. De fick tillsammans barnen Sten, Beata Natt och Dag (död 1712) som var gift med hovjägmästaren friherre Otto Mörner af Morlanda, Ivar Natt och Dag (1664–1667), Anna Christina Natt och Dag (d dö 1747) som var gift med kungliga rådet och överståthållaren greve Knut Posse, överstelöjtnanten Carl Gustaf Natt och Dag (död 1709), fänriken Lennart Natt och Dag (1675–1694), Jöns Natt och Dag, friherre Sten Sture (1681–1730), som kom att bli stamfader för den friherrliga ätten Sture och Axel Natt och Dag (1682–1684).

### Meriter
Arfvid Ifvarsson företog resor i Europa och besökte bland annat London, Paris och Utrecht mellan 1655 och 1656. Ett år senare var Ifvarsson kammarherre hos Karl X Gustav. Vidare, deltog han i riksdagen under flera år (1660, 1664, 1668, 1672, 1675 och 1676). Från den 28 maj 1663 var Ifvarsson vice president i Svea hovrätt och häradshövding i Svartlösa, Sotholms, Värmdö och Öknebö. Slutligen ledde Ifvarsson en ständerkommission för att granska förmyndarregeringens förvaltning 1675.